# Wierre-au-Bois
Wierre-au-Bois ist eine französische Gemeinde mit 228 Einwohnern (Stand: 1. Januar 2022) im Département Pas-de-Calais in der Region Hauts-de-France (vor 2016 Nord-Pas-de-Calais). Sie gehört zum Arrondissement Boulogne-sur-Mer und zum Kanton Desvres (bis 2015: Kanton Samer). Die Einwohner werden Wierrois genannt.

## Geographie
Wierre-au-Bois liegt etwa 13 Kilometer südöstlich von Boulogne-sur-Mer. Die Gemeinde gehört zum Regionalen Naturpark Caps et Marais d’Opale.
Umgeben wird Wierre-au-Bois von den Nachbargemeinden Wirwignes im Norden, Longfossé im Osten, Samer im Süden sowie Questrecques im Westen und Nordwesten.

## Bevölkerungsentwicklung
| Jahr                      | 1962 | 1968 | 1975 | 1982 | 1990 | 1999 | 2006 | 2013 |
| Einwohner                 | 192  | 217  | 195  | 193  | 203  | 242  | 216  | 230  |
| Quelle: Cassini und INSEE |      |      |      |      |      |      |      |      |

## Sehenswürdigkeiten

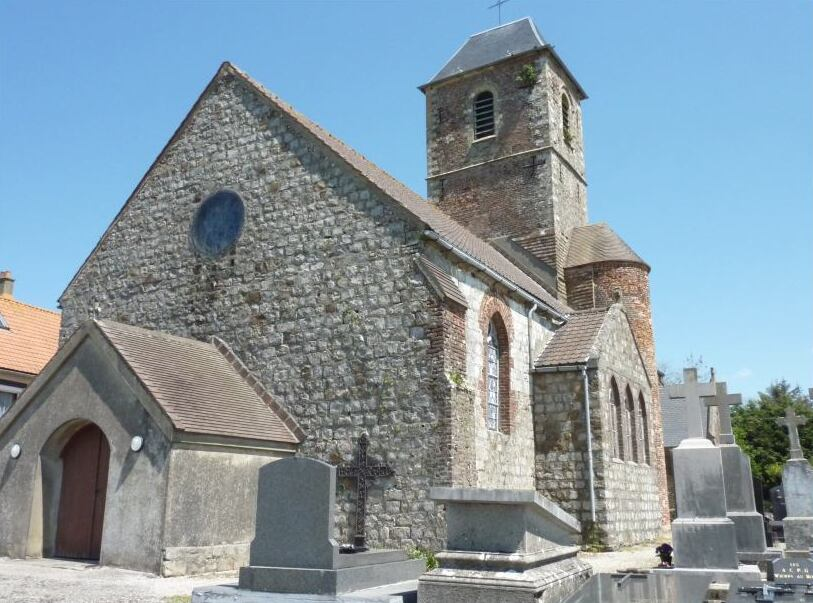
Kirche Saint-Omer

- Kirche Saint-Omer aus dem 15. Jahrhundert
- Schloss aus dem 17. Jahrhundert
- mittelalterliche Burgruine